# Dark Elf
Dark Elf je česká internetová strategická hra, spuštěná 19. března 2001. Tematicky je zaměřen na fantasy s patrným vlivem Pána prstenů od J. R. R. Tolkiena. Autorem hry a majitelem veškerých práv na ni je Zdeněk Pletka. Hra je k dispozici i v anglické a slovenské jazykové verzi, na podzim 2007 v ní bylo zaregistrováno cca 33 tisíc účtů.[zdroj⁠?!]
Dark Elf je tahová strategie, v níž proti sobě stojí živí hráči. Jelikož patří do rodiny tzv. online her, stačí k jeho hraní internetové připojení a libovolný prohlížeč.
Ve hře je 11 ras a to Lidi, Barbaři, Skřeti, Skuruti, Mágové, Nekromanti, Trpaslíci, Elfové, Temní Elfové, Hobiti a Enti. Nejmladší z těchto ras jsou kupodivu Enti, zároveň jde asi o nejjednodušší rasu pro začátečníky.
Úkolem hry je postavit kult (k tomu je potřeba minimálně 7 zemí a v nich mít postaveno 7 Velkých magických věží), získat dostatečnou podporu do kultu (minimálně 151 zemí, kult může podpořit kdokoli, takže není nutné všech 151 zemí sami) a následně dobýt Zemi Dark Elfa. Jakmile se to někomu podaří, tak hra se ukončí a další den začíná znova. Průměrná doba trvání jedné hry je 15–30 dní.

## Hratelnost
Ve hře se vyskytuje velké množství různých hrdinů. Hrdina je speciální jednotka, pro kterou může hráč získávat artefakty a která bojem získává zkušenosti. Tyto zkušenosti se pak pomocí výcviku použijí na vylepšení některých vlastností (např. posílení útoku, obrany atd.)
Jedním z klíčových herních prvků v Dark Elfu je mapa. Dark Elf je první českou online webovou strategií, který použil ve své hře kreslenou mapu.[zdroj⁠?!] Autorem prvé kreslené mapy je Kamil Kutina (Kamilos), autorem druhé vylepšené verze je Ondřej Merta (Celegorn – současný grafik hry). Ve hře jsou nastavitelné tři druhy map - stará, nová a taktická (zbavená terénních detailů). Na mapách je prostřednictvím ikon generovaná celá řada informací, podle aktuálního stavu hry. Lze vyčíst sílu armády, rasu, počet domů, částečně postavené stavby v zemi, vlastnictví majitele a jeho příslušnost k alianci. Map je celkem devět a dohromady složené tvoří celý svět. Pouze jedna jediná mapa (Země králů) vychází z původní Tolkienovy Středozemě, zbytek je smyšlený.
Později také přibyla mapa Země Koruny České, ve které jsou Čechy, Morava a Slezsko, dále část Slovenska, Polska, Rakouska, Bavorska a Saska. Zde je úkolem dobýt Pražský hrad. Mapa má také některé odlišnosti - např. bonusy jednotlivých zemí nebo podpora kultu (128 zemí). Tato mapa je menší než původní mapa.

### Ligy
Klasická liga je ligou, která má přepočet jednou za 24 hodin. Počet herních tahů pro každý den je odvozený od zvolené rasy. Ligy se ve hře dělí podle obtížnosti, popřípadě herního a žánrového zaměření.
- 1. liga - nejstarší liga v Dark Elfu, liga, která je „top“, co se týče kvality protihráčů i obtížnosti. Pro vstup je nutné mít zakoupený klíč
- 2-3. liga - obtížnost je sestupná, pro vstup nutné mít zaplacen klíč, v lize je možné vyhrát herní platidlo - DEK.
- 4. liga - obtížnost sestupná, vstup zdarma.
- Tréninkové ligy - ligy, kde je možno hrát pouze 7 dní z důvodu cvičení zahájení hry a pro nováčky, vstup zdarma.
- Speciální ligy - pestrá směs lig určených pro souboje mezi aliancemi, deathmatch ligami a "rasovými" ligami (ligami s příběhem), pro vstup je nutno zakoupit klíč.
- K-ligy - ligy s novou mapou "Českého Království" (od r.2010), v současnosti jen ve verzi 1. ligy, 3. ligy a příležitostně "rasovky"
- S-ligy - ligy s novou symetrickou mapou (od září 2020) určenou především pro vyrovnané souboje aliancí do turnajů a jako "rasovska" - aktuálně jen rasovka S1

Akční liga je název herního systému hr, kdy je délka herního přepočtu zkrácena z 24 hodin (1 den) na 15 minut. Princip hry zůstává, až na pár odlišností, stejný.
Jelikož je zkrácen herní přepočet, tak je snížen i počet tahů přidělovaných rasám na nový přepočet. U každé rasy je to přesně polovina počtu tahů v normální lize. Hlavní rozdíl zde je v novém parametru bojeschopnost u vojsk. Bojeschopnost je udána v procentech a určuje, kolik procent z celkového útočného čísla vojska se započítá do útoku nebo obrany. Akce snižující bojeschopnost jsou přesun vojsk a útok na zemi, ty snižují bojeschopnost o 1/2. Armádu je naverbována se základní bojeschopností 30 %; pokud již je naverbovaná jiná armáda, pak se obě bojeschopnosti sečtou v poměru původní armáda : naverbovaná armáda. Za každý přepočet pak bojeschopnost narůstá dle rychlosti ligy.
Cíl a ostatní aspekty hry jsou zachovány a kromě rychlejšího průběhu a vyššího nároku na čas hráče zde nejsou další odlišnosti.

## Galerie

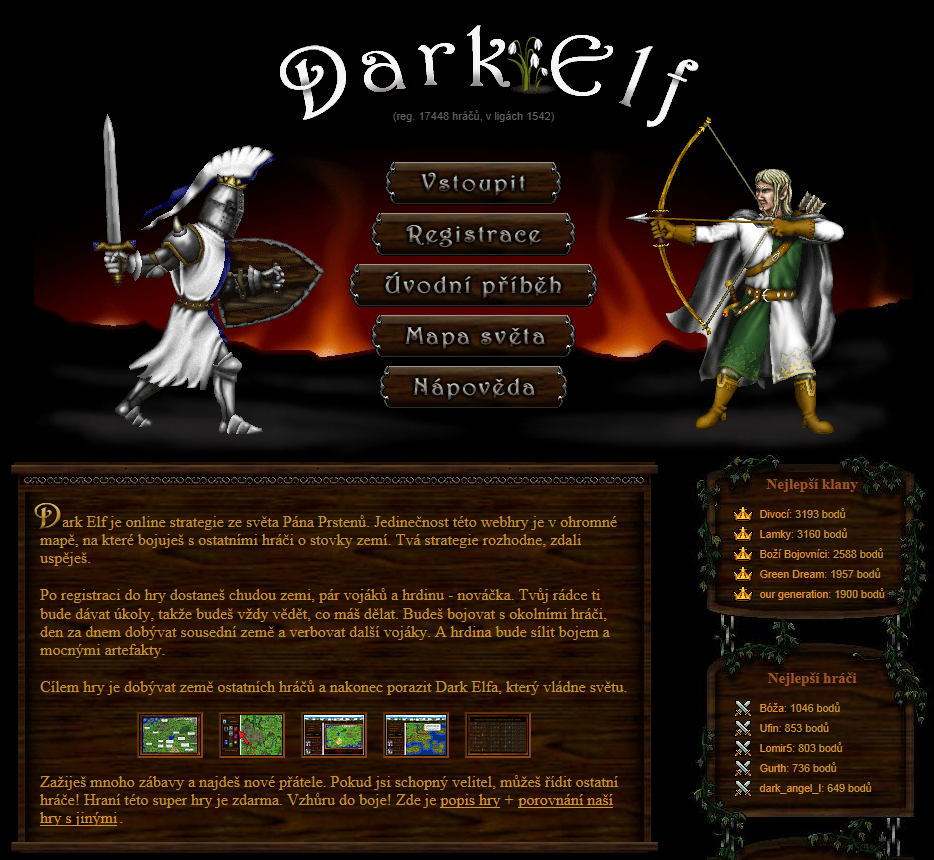
Dark Elf – titulní stránka
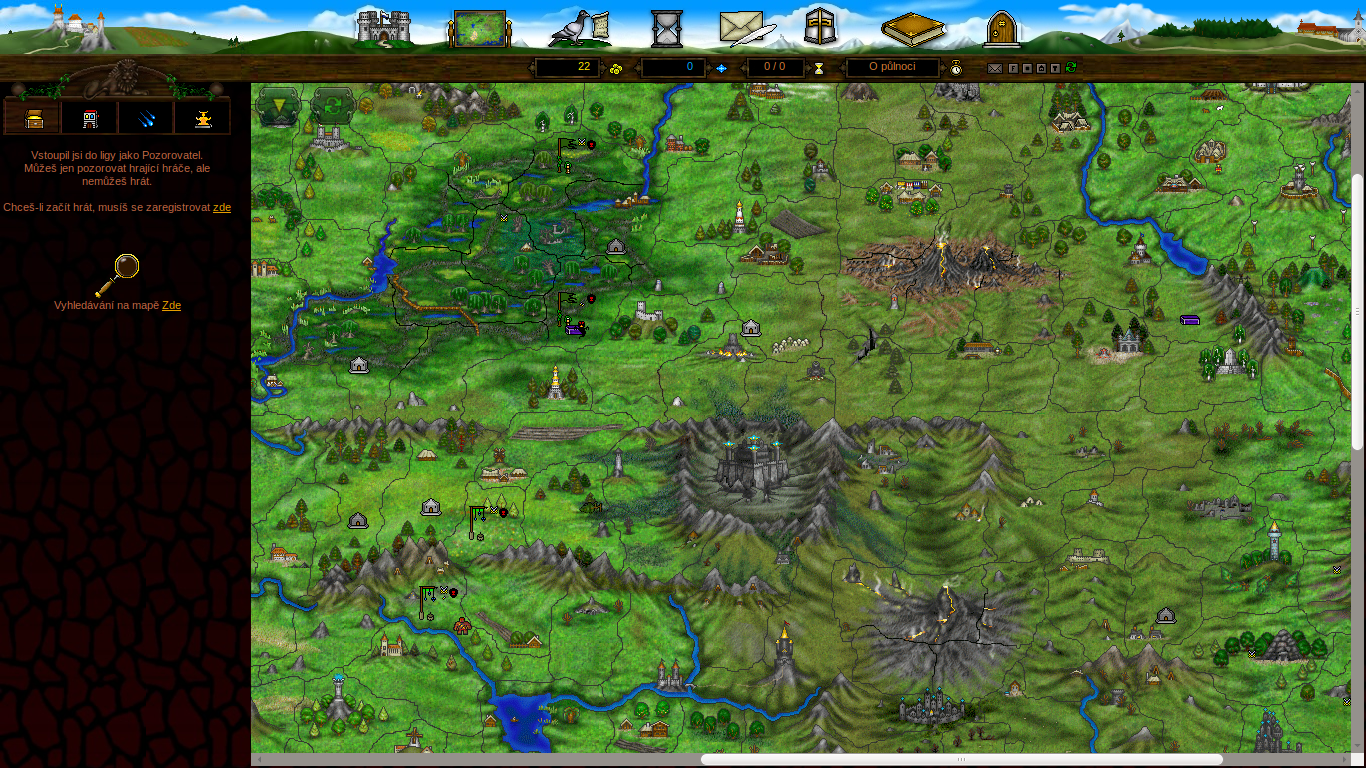
Ukázka standardního okna hry
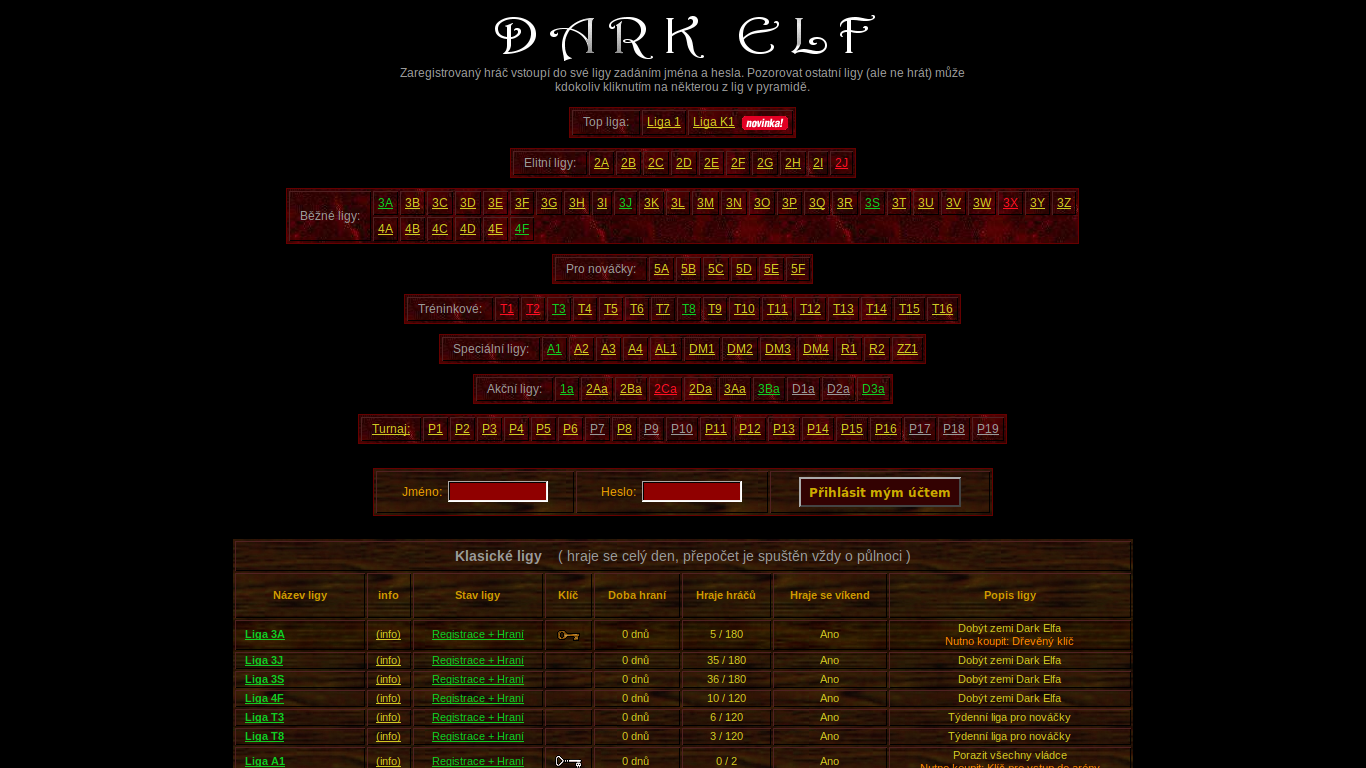
Přehled herních lig